# آلن ۱۹۶۹
سیارک ۱۹۶۹ (به انگلیسی: 1969 Alain، نامگذاری:1935CG) هزار و نهصد و شصت و نهمین سیارک کشف شده‌است که در ۳ فوریه ۱۹۳۵ کشف شد.
قدر مطلق سیارک برابر ۱۱٫۶۰ است.